# Ditassa gracilipes
Ditassa gracilipes är en oleanderväxtart som beskrevs av Rudolf Schlechter. Ditassa gracilipes ingår i släktet Ditassa och familjen oleanderväxter. Inga underarter finns listade i Catalogue of Life.